# بيترو فونتانا (نقاش)
بيترو فونتانا (بالإيطالية: Pietro Fontana)‏ هو نقاش إيطالي، ولد في 27 مارس 1762، وتوفي في 18 سبتمبر 1837 في روما في إيطاليا.